# 松原村 (和歌山県)
松原村（まつばらむら）は、和歌山県日高郡にあった村。現在の美浜町の東端、日高川の河口右岸にあたる。

## 地理
- 海洋：紀伊水道（煙樹ヶ浜）
- 河川：日高川、西川

## 歴史
- 1889年（明治22年）4月1日 - 町村制の施行により、濱ノ瀬村・田井村・吉原浦の区域をもって発足。
- 1954年（昭和29年）10月1日 - 和田村・三尾村と合併して美浜町が発足。同日松原村廃止。